# Simha ben Samuel de Vitry
Simha ben Samuel de Vitry (hébreu : שמחה בן שמואל מוויטרי Sim'ha ben Shmouel miVitry) est un rabbin et talmudiste français du XIe siècle (mort vers 1105), principalement connu pour avoir compilé le Mahzor Vitry, l’un des plus vieux codes de liturgie juive.
Il fait partie d’un cercle de disciples proches de Rachi, l’une des principales autorités juives du Moyen Âge, dont il transmet nombre d’enseignements directement recueillis de sa bouche. Il se base aussi sur les recueils de condisciples, en particulier son ami Shemaya.
Il renforce ses liens avec la famille de Rachi en donnant son fils Samuel en mariage à Hanna, fille du tossafiste Meïr et sœur du Rashbam ainsi que de Rabbenou Tam. De cette union naît Isaac de Dampierre qui cite occasionnellement son grand-père dans ses responsa.
Il serait, selon le Sefer Youhassin mort en 1105, la même année que Rachi, mais selon Mordekhaï Margulies, cette information est erronée et Simha de Vitry aurait survécu à son maître pendant quelques années.

## Sources
(en) Wilhelm Bacher et Jacob Zallel Lauterbach, « Simhah B. Samuel of Vitry », sur Jewish Encyclopedia